# قلعه آبگرم
بقایای قلعه آبگرم مربوط به دوره ساسانیان است و در شهرستان قیرو کارزین، بخش افزر، دهستان افزر، روستای آبگرم، ۶۰۰ متری جاده آبگرم به خنج واقع شده و با شمارهٔ ثبت ۲۶۶۱۶ به‌عنوان یکی از آثار ملی ایران به ثبت رسیده است.